# Akdepe
Akdepe est une ville du Turkménistan, capitale du district d'Akdepe, dans la province de Daşoguz.
Sa population était de 15 580 habitants en 2009.

## Source
- (en) Cet article est partiellement ou en totalité issu de l’article de Wikipédia en anglais intitulé « Akdepe » (voir la liste des auteurs).